# Amaia Romero
Amaia Romero Arbizu (Pamplona, 3 gennaio 1999) è una cantante spagnola.
Ha partecipato alla nona edizione di Operación Triunfo, risultando vincitrice. Ha rappresentato la Spagna all'Eurovision Song Contest 2018 con il brano Tu canción con Alfred García, classificandosi ventitreesima con 61 punti.

## Carriera
Nata nella comunità autonoma di Navarra, all'età d'undici anni ha partecipato al talent show per ragazzi Cántame una canción, versione spagnola di Ti lascio una canzone, su Telecinco. Nel 2012, partecipa alla prima edizione de El Número Uno classificandosi undicesima su venticinque partecipanti.
Nel 2017, prende parte alla nona edizione di Operación Triunfo, versione spagnola del programma Operazione Trionfo. Riesce a rientrare tra i cinque finalisti del programma ed, allo stesso tempo, accede all'Operación Triunfo Gala Eurovisión, serata dedicata alla ricerca del rappresentante spagnolo per l'Eurovision Song Contest. In occasione della serata si presenta con tre brani Camina (con Aitana, Alfred, Ana Guerra e Miriam), Tu canción (con Alfred) ed Al cantar. Il 29 gennaio 2018 durante il "Gala Eurovisión", viene proclamata vincitrice insieme ad Alfred García con il brano Tu canción. Questo gli ha concesso il diritto di rappresentare la Spagna all'Eurovision Song Contest 2018, a Lisbona. Durante la sera del 5 febbraio, viene proclamata vincitrice di Operación Triunfo con il 46% dei voti totali durante la finalissima del programma.
Il duo si è esibito direttamente nella serata finale della manifestazione, tenutasi il 12 maggio 2018, ove si sono classificati al ventitreesimo posto con 61 punti.
Il 18 dicembre 2018 Amaia pubblicò il singolo Nuevo lugar, seguito dal singolo El relámpago, annunciato su Instagram dall'artista nel mese d'aprile. Successivamente il 21 giugno, viene pubblicato Nadie hodrìa hacerlo, che sarà insieme ai singoli precedentemente usciti parte del suo primo album in studio Pero no pasa nada, che è stato pubblicato il 20 settembre 2019. Il successivo 2 luglio è stato presentato il video e pubblicato il singolo Quedará  en nuestra mente, anch'esso presente nell'album di debutto.

## Discografia

### Album in studio
- 2019 – Pero no pasa nada
- 2022 – Cuando no sé quién soy

### Singoli
- 2018 – Camina (con Aitana, Alfred, Ana Guerra e Miriam)
- 2018 – Al cantar
- 2018 – Tu canción (con Alfred)
- 2018 – Perdona (Ahora sí que sí) (con Carolina Durante)
- 2018 – Un nuevo lugar
- 2019 – El relámpago
- 2019 – Nadie podría hacerlo
- 2019 – Quedará en nuestra mente